# Municipio de Norway (condado de Winnebago)
El municipio de Norway (en inglés: Norway Township) es un municipio ubicado en el condado de Winnebago en el estado estadounidense de Iowa. En el año 2010 tenía una población de 310 habitantes y una densidad poblacional de 4,15 personas por km².

## Geografía
El municipio de Norway se encuentra ubicado en las coordenadas 43°27′54″N 93°33′26″O / 43.46500, -93.55722. Según la Oficina del Censo de los Estados Unidos, el municipio tiene una superficie total de 74.66 km², de la cual 74,66 km² corresponden a tierra firme y (0 %) 0 km² es agua.

## Demografía
Según el censo de 2010, había 310 personas residiendo en el municipio de Norway. La densidad de población era de 4,15 hab./km². De los 310 habitantes, el municipio de Norway estaba compuesto por el 97,74 % blancos, el 0,32 % eran amerindios, el 0,32 % eran asiáticos, el 0,97 % eran de otras razas y el 0,65 % eran de una mezcla de razas. Del total de la población el 1,29 % eran hispanos o latinos de cualquier raza.